# Tunel (nowela)
Tunel (niem. Der Tunnel) – jest to nowela szwajcarskiego pisarza Friedricha Dürrenmatta, która ukazała się w 1952 roku. Utwór został opublikowany w tomie Tunel w 1964 roku i należy do głównych dzieł autora oraz do klasyków pośród surrealistycznych nowel.

## Fabuła
Protagonistą jest dwudziestoczteroletni student, wciąż zależny od rodziców, zajęty badaniami na uniwersytecie. Udaje się tam pociągiem, z zaplanowanym dwugodzinnym czasem podróży. Po chwili jego niepokój wzbudza długo ciągnący się tunel, który podczas wcześniejszych wypraw nie rzucił mu się w oczy. Z czasem jego napięcie wzrasta, choć nie ma to odzwierciedlenia w postawie pozostałych podróżnych, którzy wydają się być spokojni.
Konduktor zapewnia studenta, że wszystko jest w najlepszym porządku. 24-latek zmierza więc do kierownika pociągu, który jednak nie jest w stanie mu wytłumaczyć dziwnej sytuacji. Razem udaje im się dostać do lokomotywy. Pomieszczenie maszynisty okazuje się być puste, jako że ten wyskoczył z pociągu już 5 minut po rozpoczęciu podróży. Kierownik pozostaje w środku, mówiąc, że cały czas żyje bez nadziei. Lokomotywa nie daje się już kontrolować, hamulce awaryjne nie działają, a rozpędzony pociąg zmierza w czarną otchłań. Student, który miał na sobie początkowo okulary słoneczne, widząc zbliżające się nieszczęście, spogląda odważnie śmierci w oczy. Wreszcie pada pytanie kierownika, – Co robić? – Odpowiedź pada szybko – Nic.

## Interpretacja
Pociąg zmierzający w otchłań może być rozumiany jako symbol. Maszyna poruszająca się po uprzednio wyznaczonych torach odpowiada ludzkiemu życiu, które jest przepełnione regułami. Zmierzający w nieznane pociąg zbliża się do katastrofy, co można interpretować jako drogę w kierunku śmierci czy nicości. Zagrożenia, które pojawiają się nagle i w niewyjaśnionych okolicznościach w ramach dnia codziennego, oznaczają niemożność ucieczki, od tego co ukrywa się za pozorami normalności.

## Odniesienia
Na początku historii Dürrenmatt wydaje się parodiować skomplikowany styl Thomasa Manna z książki Czarodziejska góra. Także ta powieść rozpoczyna się od podróży młodego człowieka pociągiem, palącego papierosy.